# Frank Blackfire
Frank Blackfire właśc. Frank Gosdzik (ur. 24 lutego 1966 w Essen) – niemiecki gitarzysta thrash metalowy, jeden z pierwszych gitarzystów niemieckiego zespołu thrash metalowego Sodom.

## Życiorys

### Młodość
Urodził się 24 lutego 1966 roku w Essen. W wieku jedenastu lat zainspirowany udziałem w koncercie zespołu AC/DC rozpoczął grę na gitarze. Później jak Frank nauczył się grać założył własny zespół Midia.

### Sodom
W 1987 roku dołączył do niemieckiego zespołu black metalowego Sodom. Po dołączeniu do zespołu przekonał jego lidera Toma Angelrippera, że w thrash metalu przestano śpiewać o satanizmie, horrorach i okultyzmie, a zaczęto śpiewać o polityce, wojnie czy problemach społecznych. Wtedy również dzięki niemu zespół zaczął grać thrash metal.
Pierwszą płytą Sodom nagraną z Frankiem był album Persecution Mania wydany w 1987 roku. Jednak dopiero po następnym albumie Agent Orange zespół zaczął odnosić ogromne sukcesy komercyjne. Jednak w tamtym czasie w zespole nie działo się dobrze ponieważ Tom Angelripper i Chris Witchhunter popadli w alkoholizm co spowodowało, że zespół kiepsko grał muzykę na żywo. Frank był z tego powodu wściekły. W tym samym roku zdecydował się opuścić zespół.

### Kreator
W tym samym czasie od zespołu Kreator odszedł gitarzysta Jörg Trzebiatkowski przez co lider kapeli Mille Petrozza musiał szukać nowego gitarzysty. Mille zaproponował Frankowi dołączenie do swojego zespołu na co ten się zgodził. Pierwszym albumem Kreatora nagranym z Frankiem była płyta Coma of Souls. Grał z Kreatorem przez następne kilka lat.
W 1996 roku zdecydował się opuścić Kreatora po to, by zająć się czymś innym.

### Po odejściu z zespołu Kreator
Po odejściu z Kreatora zaczął różne eksperymenty muzyczne m.in. z muzyką jazzową. Zajął się również tworzeniem klasycznej muzyki rockowej. W 1998 roku wystąpił gościnnie na albumie Scepter of Black Knowledge niemieckiego zespołu black metalowego Black Messiah.
W 2000 roku wyemigrował do São Paulo, gdzie zarabiał na życie jako nauczyciel gry na gitarze. W 2001 roku założył swój własny zespół Mystic, w którym pełni funkcję gitarzysty i wokalisty. Po nagraniu dwóch demówek wrócił do Zagłębia Ruhry w połowie 2006 roku i kontynuował działalność pod nową nazwą Blackfire.
W 2009 roku podczas festiwalu Wacken Open Air w Niemczech wystąpił gościnnie z zespołem Whiplash.
W 2016 roku po odejściu Michaela Hoffmanna Frank dołączył do zespołu Assassin jako gitarzysta.

### Powrót do Sodom
W styczniu 2018 roku z zespołu Sodom odszedł wieloletni gitarzysta Bennermann oraz perkusista Makka. W lutym tego samego roku Tom Angelripper ogłosił, że Frank Blackfire wraca do zespołu.
Obecnie cały zespół wraz z Frankiem pracuje nad nowym szesnastym albumem zespołu Genesis XIX.

## Życie osobiste
Żonaty, ma córkę.

## Dyskografia[1]

### Sodom
- Persecution Mania (1987)
- Agent Orange (1989)

### Kreator
- Coma of Souls (1990)
- Renewal (1992)
- Cause for Conflict (1995)

### Assassin
- Bestia Immundis (2020)